# Lariscus obscurus
Lariscus obscurus là một loài động vật có vú trong họ Sóc, bộ Gặm nhấm. Loài này được Miller mô tả năm 1903.